# Большая Европа

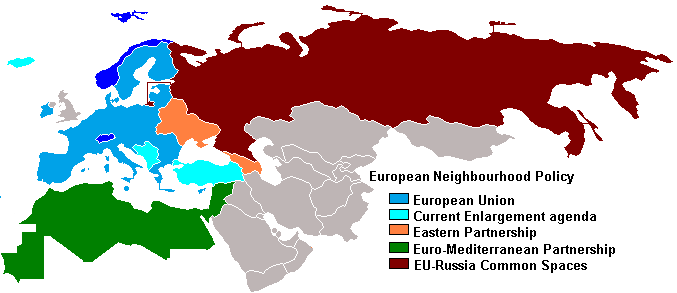

Большая Европа (англ. Greater Europe, фр. Très grande Europe) — одно из распространенных в политической плоскости обозначений Европейского региона, который включает в себя также всю территорию России и некоторых других стран, находящихся в непосредственной близости к континентальной Европе. В политологии и международных отношениях  Большая Европа - это макрорегион, который выходит за традиционные географические границы  и объединяет страны, исторически, культурно и политически взаимосвязанные с государствами Западной Европы  (или страны с европейской культурой).  Идея расширенной Европы содержится в ряде интеграционных инициатив и имеет отличия в интерпретации. Наиболее распространенное понимание Большой Европы предполагает включение в европейский интеграционный процесс России и других стран бывшего СССР, не входящих в состав ЕС (не путать с вхождением в состав Евросоюза). В исследованиях в сфере безопасности к Большой Европе иногда относят также США.
Термин  «Большая Европа» имеет синонимичные выражения в различных концепциях: «Европа от Атлантики до Урала» (Ш. де Голль, 1956),  «Евро-Советская империя от Владивостока до Дублина»( англ.: The Euro-Soviet Empire from Vladivostok to Dublin) (Ж. Тириар, 1980-e), «Общий европейский дом»(М.С. Горбачёв, 1980-е), «Общее экономическое пространство от Лиссабона до Владивостока» (В.В. Путин, 2010),  «Большая Европа от Атлантики до Тихого океана» (А.Г. Лукашенко, 2011), «Большая Евразия» (Greater Eurasia) (М. Эмерсон, 2013) и др.
Большая Европа может пониматься как в смысле географического макрорегиона, так и обозначать интеграционные инициативы, по сближению России / ЕАЭС с Евросоюзом. Она также может противопоставляться Малой Европе (Европе без России).

## Монографии и сборники
- Большая Европа в глобальном мире – новые вызовы, новые решения / под ред. Ал.А. Громыко. М.: ИЕ РАН, Весь Мир, 2013.
- Новые международные отношения в Большой Евразии. Российская стратегия в меняющейся геополитической динамике / Науч. ред.: А. В. Лукин, Д. П. Новиков. М.: Весь мир, 2019.
- Большая Европа: идеи, реальность, перспективы / под ред. Ал.А. Громыко, В.П. Фёдорова. М.: ИЕ РАН, Весь Мир, 2014.
- Будущее Большой Европы. Перспективы развития макрорегиона /  под. ред. М.В. Ведерникова, А.К. Ивановой. М.:ИЕ РАН, СПб.: Нестор-История, 2020.
- Пути и пояса Евразии. Национальные и международные проекты развития на Евразийском пространстве и перспективы их сопряжения / Под общ. ред.: А. В. Лукин, В. И. Якунин. М.: Весь мир, 2019.
- Европейский союз в глобальном экономическом управлении / под. ред. М. В. Стрежневой. М.: ИМЭМО РАН, 2017.
- Будущее Европы: глобальные вызовы и возможные ответы  / отв. ред. Л.О, Бабынина. – М.: Ин-т Европы РАН ,  (ДИЕ РАН № 351). 2018.
- Европа XXI века. Новые вызовы и риски / под общ. ред. Ал.А. Громыко, В.П. Федоров. М.: Нестор-История, 2017. Европа в поиске новых решений / отв. ред.: Р.Н. Лункин, П.В. Осколков. М., 2020.
- Европа между трёх океанов / под общей ред. Ал.А. Громыко, В.П. Фёдорова; М.: Институт Европы РАН; СПб.: Нестор-История, 2019.
- Европейский союз в поиске глобальной роли: политика, экономика, безопасность / под ред. Ал.А. Громыко, М.Г. Носов. М.: ИЕ РАН, Весь Мир, 2015.
- Европейский союз в формирующемся миропорядке / под ред.: Ю.Д. Квашнин, Н.В. Тоганова. М.: ИМЭМО РАН, 2014.
- Вопросы географии / Под общ. ред.: В. Котляков, В. Шупер. Вып. 148: Россия в формирующейся Большой Евразии. М.: Издательский дом «Кодекс», 2019.
- Россия VS Европа: противостояние или союз? / Под общ. ред.: С. А. Караганов, И. Ю. Юргенс. М.: Русь-Олимп, 2009.